# Francisco Grande Covián
Francisco Grande Covián (Colunga, Astúries, 1909 - Madrid, 28 de juny de 1995) fou un metge i investigador asturià. Destacà en les àrees de nutrició i bioquímica, essent fundador i primer president de la Societat Espanyola de Nutrició.